# حجناوات
الحجناوات الملتويات (بالإنجليزية: Spiruria)‏ هي رتبة من الديدان الأسطوانية . ككل الديدان الأسطوانية ليس للحجناوات لا جهاز دوران ولا جهاز تنفس.